# Bonnie Langford
Bonita Melody Lysette "Bonnie" Langford (nacida el 22 de julio de 1964) es una actriz, bailarina y presentadora británica. Saltó a la fama como actriz infantil a principios de los setenta y después fue acompañante de los Doctores de Colin Baker y Sylvester McCoy en la serie de la BBC Doctor Who. Ha aparecido en teatro en varios musicales como Peter Pan, Cats, The Pirates of Penzance y Chicago. Es la tía de las actrices Summer, Scarlett, Zizi y Sasi Strallen.

## Carrera
Bonnie Langford asistió a la Arts Educational School y a la escuela teatral Italia Conti Academy. Su primera aparición en el escenario fue con cuatro meses, y su primera aparición pública fue a los 15 meses cuando bailó con unas zapatillas de ballet especialmente hechas para ella. Ganó notoriedad pública a los seis años, cuando ganó el talent show Oportunity Knocks, que le llevó a su primera fama en la serie de televisión Just William, el revival de Broadway de 1974 de Gypsy protagonizado por Angela Lansbury, la película de 1976 Bugsy Malone y la película de 1977 Wombling Free. En esta época, apareció regularmente en el programa infantil de Yorkshire Television titulado Junior Showtime, junto con las estrellas infantiles Lena Zavaroni, Neil Reed y Glyn Poole entre otros.
Entre 1986 y 1987, Langford interpretó el papel de Mel, acompañante del Sexto y Séptimo Doctor en la serie clásica de ciencia ficción Doctor Who, papel que volvería interpretar en 1993 en Dimensions of Time, un crossover benéfico entre Doctor Who e EastEnders parte de Children in Need. Ha seguido interpretando el papel en varios audiodramáticos producidos por Big Finish Productions junto a Colin Baker y Sylvester McCoy.
Bonnie era una bailarina destacada en el popular programa de entretenimiento The Hot Shoe Show, que copresentaba con Wayne Sleep. El 23 de octubre de 2005, interpretó en Children Will Listen un homenaje al 75 aniversario de Stephen Sondheim en el Theathre Royal, Drury Lane. También es una regular de la pantomima, sus créditos recienten incluyen el príncipe encantador en Cenicienta en el Yvonne Arnaud Theathre, Guildford (2005-2006), Peter en Peter Pan en el Richmond Theatre en Surrey (2008-2009) y Fairy Fuchsia en Jack & the Beanstalk en el Yvonne Arnaud Theatre (2011-2012).

### Programa y gira deDancing On Ice
En 2006, Bonnie fue una de los concursantes famosos de la primera temporada de Dancing on Ice de la ITV, teniendo como pareja profesional a Matt Evers. Sus rutinas se caracterizaban por elevaciones dramáticas, y los trucos que hacían estaban entre los más ambiciosos de la competición. Los espectadores vieron como se dio un golpe en la cabeza cuando se cayó al hielo durante unos ensayos, ilustrando el peligro de algunos de los movimientos que intentaban. Sus apariciones también eran notables por la diferente recepción entre el panel de jueces (que solía votarla muy alto, dándole las puntuaciones más alta, incluyendo dos notas máximas de jueces individuales) y el voto del público (que dos veces la dejaron en lo más bajo de la clasificación, quedando nominada y luchando para permanecer en la competición). Acabaron terceros en la clasificación.
Langford y Evers aparecieron de nuevo en el programa en el especial Champion of Champions que siguió a la temporada dos. Fueron los segundos mejor puntuados por los jueces, pero de nuevo el voto del público fue menos favorables y quedaron entre las cuatro parejas eliminadas en la primera ronda de la competición. Langford entonces participó en la gira con Dancing on Ice en 2007, una serie de 41 espectáculos en los que fue ganadora 27 veces. También participó en la gira de 2008. Esta vez emparejada con Pavel Aubrecht, volvió a impresionar a los jueces con dos nuevas rutinas, sin embargo, la competición mucho más reñida con los otros famosos hizo que sólo ganara 4 de los 49 espectáculos de la gira. Su récord de 27 victorias en 2007 lo rompió en la gira de 2009 Ray Quinn, que ganó 35 de 39 espectáculos.

### Después deDancing on Ice
La aparición de Langford en Dancing on Ice supuso una regeneración en su carrera. Regresó al West End en abril de 2006 (por primera vez desde 1998) para interpretar a Roxie Hart en el musical Chicago, papel que seguiría interpretando en 2007 y 2008. En 2006-2007 también hizo una gira con el musical Guys and Dolls interpretando a Adelaide Adams, una presentadora de un dance hall. Desde 2006 ha estado de gira con Sandi Toksvig en un espectáculo teatral protagonizado por ellas dos titulado Short and Curly.
También ha hecho un buen número de apariciones como invitada en televisión, incluyendo Agatha Christie's Marple, The Catherine Tate Show, Supermarket Sweep y el programa infantil Hider in the House. En julio de 2007 fue juez en el programa de la ITV Baby Ballroom: The Championship. En 2008 fue una de los cinco famosos que participaron en el nuevo concurso en equipo Ant versus Dec dentro de Ant & Dec's Saturday Night Takeaway, donde sobrevivió hasta la última edición llegando hasta la semifinal.
Volvió a interpretar a Roxie Hart en Chicago en Canadá y Broadway en 2009 (siendo el regreso de Bonnie a Brodway después de 35 años) y de nuevo en el West End entre diciembre de 2009 y enero de 2010. Interpretó en el famoso club de jazz Birland en Nueva York en febrero de 2010, y en la primavera y verano de 2010 volvió a ir de gira por América con Chicago. Interpretó a Roz en la primera producción británica del musical de Broadway 9 to 5 que debutó en el Manchester Opera House el 12 de octubre de 2012.

### EastEnders
El 26 de mayo del 2015 se unió al elenco principal de la serie EastEnders donde dio vida a Carmel Kazemi, hasta el 5 de noviembre del 2018 después de que su personaje decidiera mudarse de Walford luego del asesinato de su hijo Shakil Kazemi (Shaheen Jafargholi).

## Trabajo benéfico
Bonnie Langford ha apoyado las causas de Children in Need en 1983 y 1987 y Comic Relief en 2007. Durante su aparición en Children in Need en 1987, se puso pendientes por primera vez en directo después de que algunos amigos le prometieran hacer una gran donación si lo hacía. En la última aparición apareció en video interpretando el sencillo benéfico I'm Gonna Be (500 Miles) con The Proclaimers, Peter Kay y Matt Lucas. Junto a Kerry Ellis, es la patrocinadora de la Escuela de Preparación Interpretativa, en Guilford.
También ha aparecido en las versiones benéficas de famosos de concursos para apoyar a Childline, concursando en ¿Quién quiere ser millonario? y El rival más débil. 

## Vida personal
En 2009, Langford se mudó a los Estados Unidos, y ahora divide su tiempo entre Nueva York y Gran Bretaña. Vive con su marido, el actor Paul Grunert, con quien se casó en 1995, y sus dos hijas, la mayor de ellas hija de su marido de su matrimonio anterior. La más joven, Biana, nació en octubre de 2000.

## Filmografía

### Series de televisión
| Año         | Título     | Personaje     | Notas         |
| ----------- | ---------- | ------------- | ------------- |
| 2015 - 2018 | EastEnders | Carmel Kazemi | 351 episodios |

## Premios y nominaciones
| Año  | Categoría     | Premio             | Serie      | Resultado |
| ---- | ------------- | ------------------ | ---------- | --------- |
| 2016 | Best Newcomer | British Soap Award | EastEnders | Ganó      |